# Dobrsko Selo
Dobrsko Selo är en ort i Montenegro. Den ligger i den södra delen av landet, 25 km väster om huvudstaden Podgorica. Dobrsko Selo ligger 369 meter över havet och antalet invånare är 166.
Terrängen runt Dobrsko Selo är huvudsakligen lite bergig. Dobrsko Selo ligger nere i en dal. Runt Dobrsko Selo är det ganska glesbefolkat, med 48 invånare per kvadratkilometer. Närmaste större samhälle är Cetinje, 4,3 km väster om Dobrsko Selo. Omgivningarna runt Dobrsko Selo är en mosaik av jordbruksmark och naturlig växtlighet.